# پل سوروینو
پل سوروینو (انگلیسی: Paul Sorvino; ۱۳ آوریل ۱۹۳۹ – ۲۵ ژوئیهٔ ۲۰۲۲) هنرپیشه و کارگردان آمریکایی بود. از فیلم‌هایی که وی در آن نقش داشته‌است، می‌توان به رفقای خوب، رومئو + ژولیت، بول‌ورث، سرخ‌ها، تقلب، نیکسون، لمسی از عزت، داک وست، مرد خانواده، گربه گمشده کرونا، تحت تعقیب، کیک تولد، کارنرا: کوه متحرک، من می‌خواهم، گاو برانکس و گشت زنی اشاره کرد.

## مرگ
سوروینو در ۲۵ ژوئیه ۲۰۲۲ در سن ۸۳ سالگی در کلینیک مایو در جکسون‌ویل، فلوریدا درگذشت. هیچ دلیل خاصی برای مرگ ارائه نشد، اما خبرنگار در خصوص سوروینو گفت که او «طی چند سال گذشته با موضوع سلامتی‌اش سر و کار داشته».